# Abidjan Basket-ball Club
L' Abidjan Basket Club Fighters, comunemente noto come ABC Fighters, è una squadra di pallacanestro professionistica della Costa d'Avorio, con sede nella città di Abidjan. Fondata nel 1997, è la squadra maschile più titolata del paese, con un record di 22 campionati nazionali vinti e una FIBA Africa Clubs Champions Cup conquistata nell'edizione 2005. L'arena casalinga della squadra è il Palais des Sports de Treichville, struttura che può ospitare fino a 3.500 spettatori.

## Storia

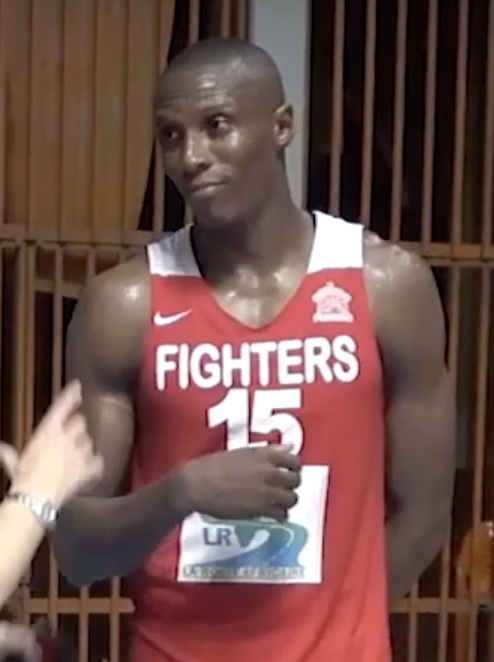
Stéphane Konaté, protagonista con la canotta degli ABC dal 2005 al 2023

L' Abidjan Basket Club è stato fondato nel 1997 da membri della sezione di pallacanestro della squadra di calcio Africa Sports d'Abidjan. Nel 2002, la squadra ha partecipato per la prima volta allaFIBA Africa Clubs Champions Cup. Nel 2004, ha invece conquistato il suo primo titolo nella Ivorian Basketball Championship; dopo questo primo trionfo nazionale la squadra ha conquistato per altre 21 volte il titolo, vincendo anche consecutivamente la lega dal 2004 al 2020.
Nel 2005, l'Abidjan Basket Club ha vinto la FIBA Africa Clubs Champions Cup ed è stato incoronato campione d'Africa per la prima volta, diventando così la seconda squadra proveniente dalla Costa d'Avorio ad aggiudicarsi il massimo titolo continentale. Dopo aver concluso al terzo posto il girone iniziale, l'ABC ha battuto in semifinale il Primeiro de Agosto dell'Angola con il risultato di 70-67, per poi battere in finale, l'altro club angolano dell'Interclube per 67-66; trascinata dal giocatore Stéphane Konaté, che venne nominato MVP al termine del torneo.
Nel 2021, la squadra ha cambiato nome da Abidjan Basket Club a ABC Fighters. Il soprannome della squadra è Dangôrôs, un termine della lingua malinké che designa coloro che si sono guadagnati il rispetto riservato agli anziani.
Il 18 novembre 2022, l'ABC ha sconfitto lo Stade Malien nelle semifinali del torneo Road to BAL, qualificandosi per la prima volta nella sua storia alla fase principale della Basketball Africa League (BAL). Dopo aver superato la fase a gironi, nei playoff della BAL 2023, l’ABC ha affrontato il Petro Atlético nei quarti di finale, uscendo però sconfitta con il punteggio di 88-84.
Nel settembre 2024, i Fighters hanno ingaggiato Karim Mané, il primo ex giocatore NBA a firmare con la squadra.

## Palmarès

### Titoli Nazionali
- Ivorian Basketball Championship

Campioni  (22): 2004, 2005, 2006, 2007, 2008, 2009, 2010, 2011, 2012, 2013, 2014, 2015, 2016, 2017, 2019, 2020, 2022, 2023, 2024
- Ivorian Basketball Cup

Campioni (12): 2004, 2005, 2006, 2008, 2010, 2012, 2013, 2014, 2015, 2016, 2018, 2019
- Ivorian Basketball Super Cup

Campioni (2): 2005, 2006

### Titoli Internazionali
- FIBA Africa Clubs Champions Cup

Campioni (1): 2005
Finalista (1): 2004

## Organico
Organico per la stagione 2024-2025
|    | Naz.                      | Ruolo | Sportivo                  | Anno | Alt. | Peso |  |
| -- | ------------------------- | ----- | ------------------------- | ---- | ---- | ---- |  |
| 3  | Costa d'Avorio (bandiera) | AG    | Teti Yves‑Henry Tape      | 2000 | 197  | 113  |  |
| 7  | Costa d'Avorio (bandiera) | AP    | Asselain Serge Pohohoulou | 1991 | 200  | 86   |  |
| 8  | Costa d'Avorio (bandiera) | G     | Ismael Diarra             | 1999 | 195  | 82   |  |
| 9  | Nigeria (bandiera)        | G     | Kanyisola Odufuwa         | 2001 | 192  | 88   |  |
| 10 | Costa d'Avorio (bandiera) | PG    | Faman Abdallah Kone       | 1999 | 182  | 95   |  |
| 11 | Costa d'Avorio (bandiera) | AG    | Yacouba Sanogo            | 1995 | 200  | 94   |  |
| 13 | Costa d'Avorio (bandiera) | AP    | Lassina Konate            | 1995 | 196  | 86   |  |
| 14 | Costa d'Avorio (bandiera) | PG    | Prince Doffou             | 2003 | –    | –    |  |
| 15 | Costa d'Avorio (bandiera) | C     | Zamba Camara              | 1998 | 208  | 101  |  |
| 22 | Senegal (bandiera)        | AG    | Mamadou Badji             | 1998 | 205  | 100  |  |
| 32 | Stati Uniti (bandiera)    | G     | Jaylen Bland              | 1993 | 193  | 93   |  |
| 34 | Mali (bandiera)           | C     | Bourama Sidibe            | 1997 | 208  | 99   |  |

### Staff tecnico
| Ruolo           | Nome      |
| --------------- | --------- |
| Capo Allenatore | Affi Eric |
| Assistente      | Doh Kone  |

## Cestisti

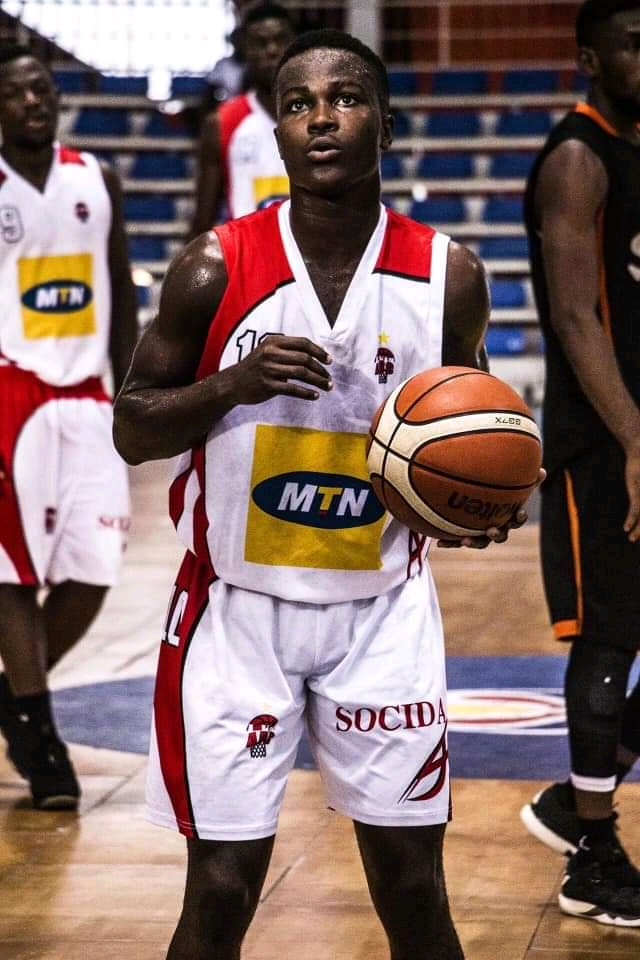
Abraham Sie, giocatore degli ABC dal 2019 al 2021, tragicamente scomparso a 22 anni nel 2022.

- Omar Abada
- Adjehi Baru
- Chudier Bile
- Ousmane Drame
- Zena Edosomwan
- Stéphane Konaté
- Jean-Marc Kraidy

- Chadrack Lufile
- Karim Mané
- Jabari Narcis
- Chris Obekpa
- Tylor Ongwae
- Abraham Sie
- Nisré Zouzoua